# Фазовий перехід
Фа́зовий перехі́д у фізиці означає таку трансформацію внутрішньої структури речовин, при якій відбувається різкий стрибок певної фізичної характеристики системи, викликаний малою зміною іншої характеристики. Розрізняють фазові переходи першого і другого роду.
Перехід речовини з однієї термодинамічної фази до іншої у разі зміни зовнішніх умов.

## Класифікація
При фазових переходах першого роду поглинається або виділяється прихована теплота.
Фазові переходи другого роду відбуваються без поглинання чи виділення тепла.
Така сучасна класифікація дещо відрізняється від класифікації Еренфеста, який назвав фазовими переходами першого роду переходи, при яких стрибком змінюються перші похідні від вільної енергії, а фазовими переходами другого роду ті, при яких стрибком міняються, відповідно другі похідні від вільної енергії. Інші, відмінні від вільної енергії термодинамічні потенціали, наприклад, внутрішня енергія або ентальпія при фазових переходах першого роду міняються стрибком. Недоліком класифікації Еренфеста є те, що при деяких фазових переходах похідні від вільної енергії прямують до нескінченності, наприклад теплоємність при фазовому переході до феромагнітного стану.
Існування фазових переходів більш ніж другого порядку досі експериментально не доведено. Теоретичний аналіз не дає підстав вважати фазові переходи вищих порядків принципово неможливими (бозе-конденсація для газу вільних бозонів є прикладом фазового переходу третього роду в віртуальній термодинамічній системі, але вже для фазового переходу третього роду умови рівноваги накладають настільки сильні обмеження на властивості речовини, що такі переходи представляються якщо і здійсненними в принципі, то вкрай рідко реалізованими.
Останнім часом широкого поширення набуло поняття квантового фазового переходу, тобто фазового переходу, керованого не класичними тепловими флуктуаціями, а квантовими, які існують навіть при абсолютному нулі температур, де класичний фазовий перехід не може реалізуватися внаслідок теореми Нернста.

## Квантові фазові переходи
Під квантовими фазовими переходами розуміють фазові переходи, які виникають у фізичних системах при температурі {\displaystyle T=0} за варіації певного параметру {\displaystyle x} (магнітного поля, щільності множини електронів або дірок, тиску).
Квантові фазові переходи спостерігаються у фермі-системах, у яких одночастинкові ступені вільності сильно корелюють. Зокрема, у тяжкоферміонних сполуках {\displaystyle \mathrm {CeCu_{6-x}Au_{x},\,\,YbRh_{2}Si_{2},\,\,YbRh_{2}(Si,Ge)_{2},\,\,CePd_{2}Si_{2},\,\,CeIn_{3},\,\,CeCoIn_{5}} .} Також у двохвимірному електронному газі інверсійного шару кремнієвих польових транзисторів й у плівках {\displaystyle \mathrm {{}^{3}He} } на різних підставках.
У окілі квантової критичної точки на фазовій площині {\displaystyle (x,T)} спостерігається нефермі-рідкісна поведінка різних характеристик системи (теплоємності, магнітної сприйнятливості, електричного опору тощо) за низьких температур й фіксованого значення {\displaystyle x}, а також нерегулярна поведінка відповідних функцій із зміною {\displaystyle x} при даному {\displaystyle T.}
Розуміння природи квантових фазових пререходів у квантовій критичній точці розгалужується. Сторонники процесу квантових критичний флуктуацій вважають, що квантова критична точка ототожнюється із точкою, яка розділяє при {\displaystyle T=0} на фазові діаграмі {\displaystyle (x,T)} області впорядкованої й невпорядкованої фаз, у якій відбувається квантовий фазовий перехід, обумовлений дією квантових колективних флуктуацій. Інший погляд пов'язаний із ідеєю про специфічну поведінку квазічастинкових ступенів вільності при наближенні системи до точки конденсації колективної моди, за якою виникає впрорядкована фаза.
Рівняння фермі-рідкісного підходу по обидві сторони від квантової критичної точки:
{\displaystyle {\frac {\partial \varepsilon (p)}{\partial p}}={\frac {\partial \varepsilon _{0}(p)}{\partial p}}+\int f(p,p'){\frac {\partial n(p')}{\partial p'}}\,dv',}
{\displaystyle n(p)=[1+\exp({\frac {\varepsilon (p)}{T}})]^{-1},}
{\displaystyle 2\int n(p)\,dv=\rho ,}
де {\displaystyle \varepsilon _{0}(p)={\frac {p^{2}}{2m}}} — пустотний спектр, {\displaystyle T} температура, {\displaystyle \rho } — щільність множини частинок, {\displaystyle dv=d^{N}{\frac {p}{(2\pi )^{N}}}} — елемент об'єму {\displaystyle N}-вимірного імпульсного простору. Перше рівняння — співвідношення Ландау між квазічастинковим спектром {\displaystyle \varepsilon (p)} й квазічастинковою функцією взаємодії {\displaystyle f(p,p')} для однорідних фермі-систем, яке є наслідком трансляційної інваріантності. Друге рівняння — статистична формула Фермі-Дірака, у якій квазічастинковий спектр розглядається як функціонал квазічастинкового імпульсного розподілу {\displaystyle n(p).} Останнє рівняння — умова сталості числа частинок у системі.
Вивчення топологічних фазових переходів здійснювалося Є. М. Ліфшицем.

## Приклади
Прикладами фазових переходів першого роду є зміна агрегатного стану:
- плавлення і кристалізація
- випаровування і конденсація
- сублімація і десублімація

Прикладами фазових переходів другого роду є:
- перехід речовини до стану надплинності (параметр порядку — густина надплинної компоненти)
- перехід до надпровідності (параметр порядку — густина надпровідного конденсату)
- перехід між феромагнетиком і парамагнетиком (параметр порядку — намагніченість), сегнетоелектриком і діелектриком.
- перехід між рідкокристалічною фазою і фазою звичайної ізотропної рідини.

## Динаміка фазових переходів
Як сказано вище, під стрибкоподібною зміною властивостей речовини мається на увазі стрибок при зміні температури і тиску. В реальності ж, впливаючи на систему, ми змінюємо не ці величини, а її об'єм і її повну внутрішню енергію. Ця зміна завжди відбувається з якоюсь скінченною швидкістю, а значить для того, щоб «покрити» весь розрив в густині або питомій внутрішній енергії, нам потрібен якийсь час. Протягом цього часу фазовий перехід відбувається не відразу у всьому об'ємі речовини, а поступово. При цьому в разі фазового переходу першого роду виділяється (або поглинається) певна кількість енергії, яка називається теплотою фазового переходу. Для того, щоб фазовий перехід не зупинявся, потрібно безперервно відводити (або підводити) це тепло, або компенсувати його здійсненням роботи над системою.
В результаті, протягом цього часу точка на фазовій діаграмі, що описує систему, «завмирає» (тобто тиск і температура залишаються постійними) до повного завершення процесу.